# كرة الدراجات الهوائية
كرة الدراجات الهوائية: (بالإنجليزية: Cycle ball)‏ أو كما تدعى بالألمانية (Radball) (رادبول). هي رياضة عالمية مشابهة لكرة القدم التي يتم لعبها على الدراجات الهوائية. تتم ممارسة هذه اللعبة عبر إستعمال دراجة هوائية وكرة، فهي رياضة تجمع فريقين يلعبان مباراة ويتنافسان على قطع الكرات وتسجيل الأهداف. إن رياضة كرة الدراجات من الرياضات الغريبة في العالم. وهي منتشرة كثيراً في أوروبا وأمريكا واليابان وألمانيا، وتُنظم على شكل بطولات عالمية، تشهد منافسه كبيرة في الملعب. وقد إستضافة مدينة شتوتغارت الألمانية عام 2016م بطولة العالم لكرة الدراجات الهوائية.

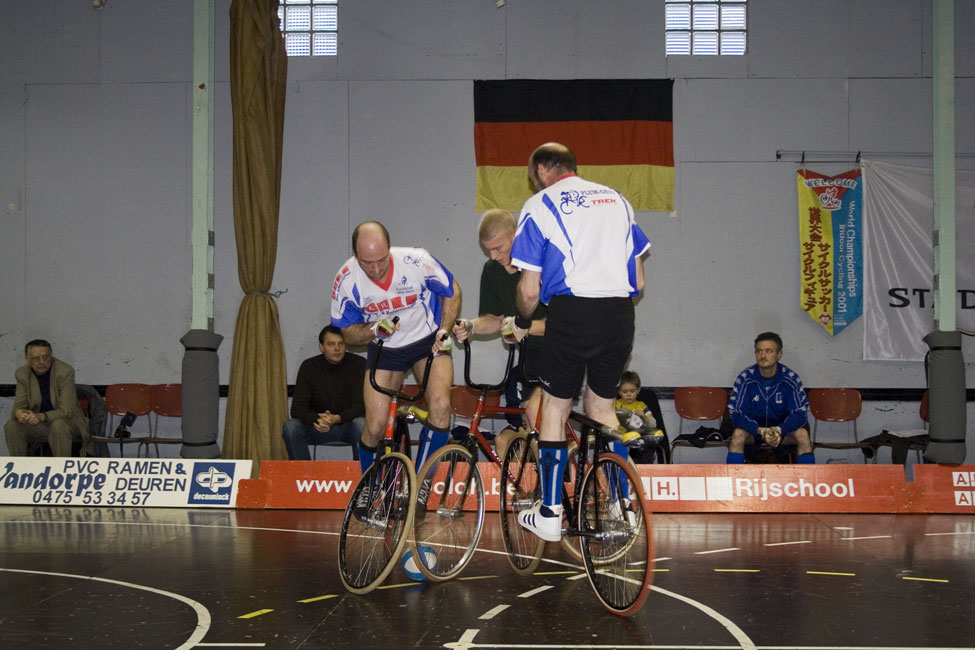
كأس العالم لكرة الدراجات الهوائية

## التأريخ
يرجع الفضل في ظهور كرة الدراجات الهوائية للأمريكي ذو الأصول الألمانية نيكولاس إدوارد كوفمان عام 1893م. وجاءت الفكرة لكوفمان عندما كان يستعد لمغادرة منزله ويهم لركوب دراجته فوجد كلبه واقفاً أمام الباب يأبى أن يتحرك، فأزاحه كوفمان بلطف عن الطريق بواسطة عجلة دراجته الأمامية. وهنا أتته الفكرة. لما لا يستبدل الكلب بكُرة، وهذا ما حدث بالفعل. وخاض كوفمان أول مباراة في كرة الدراجات له أمام زميله الدراج الفني جون فيذيرلي في مقاطعة روتشيستر يوم الرابع عشر من سبتمبر لعام 1893م. وانتشرت اللعبة أكثر فأكثر حتى أقيمت أول بطولة دولية لكرة الدراجات عام 1929م. وصلت اللعبة منذ ذلك الحين إلى أنحاء عديدة من أوروبا وفي آسيا. حيث تعرف كرة الدراجات في ألمانيا وبلجيكا والتشيك والدنمارك وفرنسا والنمسا وسويسرا وروسيا واليابان. في العصر الحديث، تُعَد ألمانيا موقعاً لأكبر قاعدة جماهيرية لهذه الرياضة. أنجح اللاعبين هم الإخوة بوسبيسيل من تشيكوسلوفاكيا، أبطال العالم 20 مرة بين عامي 1965م و1988م.

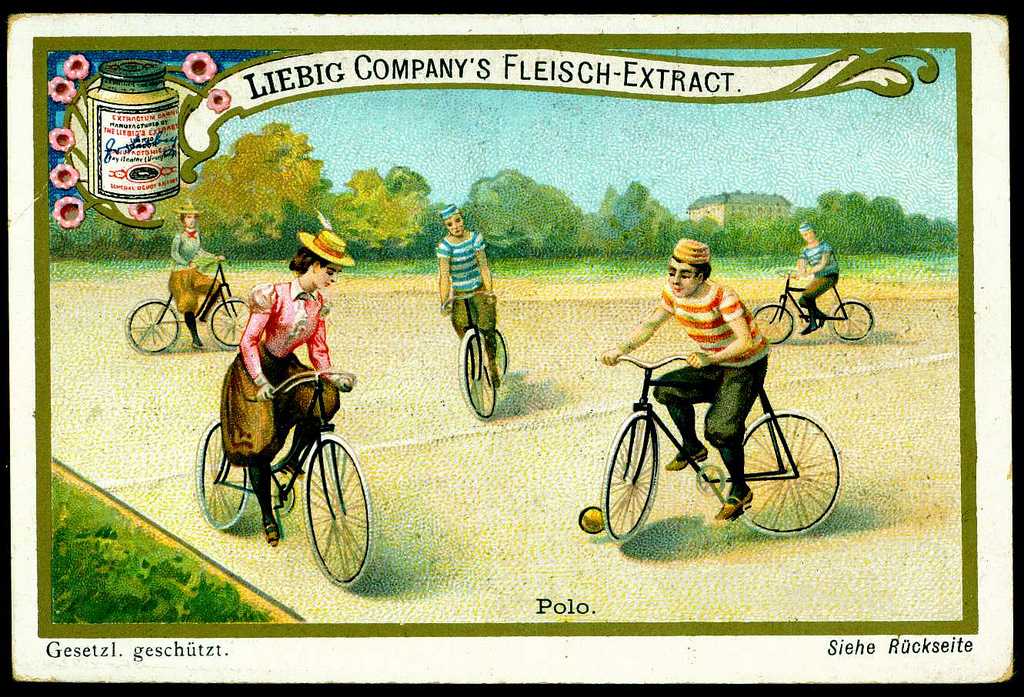
رياضة كرة الدراجات أوائل القرن العشرين

## كيفية اللعب
تُمارَس هذه اللعبة عبر إستعمال دراجة هوائية وكرة يصل قطرها إلى حوالي 18 سنتم أي (7 إنشات)، وهي رياضة تجمع فريقين يلعبان مباراة مثل كرة القدم ويتنافسان على قطع الكرات وتسجيل الأهداف، وهناك بطولة عالمية يُنظمها الإتحاد الدولي للدراجات الهوائية، بالإضافة إلى مسابقات مختلفة، حيثُ بدأت هذه الرياضة بالانتشار في معظم بلدان العالم بشكل تدريجي، لتجذب الجماهير بطريقة لعبها الفريدة من نوعها. وتبدو الرياضة غريبة للبعض لكنها بالنسبة إلى اللاعبين مسلية جداً، إذ يقوم كل لاعب بملاحقة الكرة وتسديدها عبر طرف عجلة الدراجة لتسجيل الكرة في شباك الخصم، والمثير أن اللاعب محظور عليه وضع قدمه على الأرض، كي لا يحصل الخصم على ركلة حرة أي أن الأمر يعتبر خطأ، في وقت أن الدفاع عن المرمى يكون من لاعب واحد على دراجته يستطيع إستعمال يديه لقطع الكرة، لكن تسديد الكرة بطرق العجلة يجعل قطع الكرة باليد أمراً في غاية الصعوبة ولا يمكن تنفيذه بطريقة سهلة. في المقابل فإن الدراجة التي يركبها اللاعبون ليست عادية مثل جميع الدراجات، إذ لا يوجد فيها فرامل، ويستطيع اللاعب تحريكها بأي إتجاه بسهولة، خصوصاً إلى الوراء مباشرةً، في وقت تصل فيه تكلفة الدراجة حوالي 2000 يورو ووزنها أكثر من وزن الدراجات الهوائية العادية التي تُستَعمَل في السباقات، وهذا الأمر يعني أن كل لاعب عليه أن يكون محترفاً في القيادة وكيفية خلق التوازن على أرض الملعب، في وقت هناك المحافظة على الكرة ومنع الخصم من خطفها بعجلة دراجته.

## أنواع رياضة كرة الدراجات
هناك ثلاثة أنواع من المباريات في رياضة كرة الدراجات وهي:
1-النوع الأول (مباراة 2 ضد 2): فهي المباراة التي تجمع فريقين وكل فريق يملك لاعبين فقط، في ملعب يصل طوله إلى 11 متراً وعرضه إلى حوالي 14 متراً.
2-النوع الثاني (مباراة 5 ضد 5): فهي المباراة التي تجمع فريقين، وكل فريق يتألف من خمسة لاعبين، إذ هناك حارس مرمى وأربعة لاعبين على أرض الملعب، بالإضافة إلى وجود لاعبين على مقاعد الاحتياط.
3-النوع الثالث (مباراة 6 ضد 6): المباراة التي يوجد فيها 12 لاعباً، ستة لاعبين لكل فريق على أرض الملعب. ولكن أكثر الأنواع شهرةً، هي المباراة التي تضم أربعة لاعبين، خصوصاً في اليابان، حيثُ تلعب المباريات داخل صالة رياضة مغلقة، أما على صعيد الدراجة المستعملة فهي مصممة بطريقة تسمح لكل لاعب بالتحكم بطريقة مثالية نظراً لتركيزه على أكثر من نقطة، من حيث القيادة والمحافظة على الكرة، الأمر الذي يحتاج إلى الكثير من الدقة والسهولة في التعامل.

## قوانين الرياضة وكيفية تطبيقها
يصل وزن الكرة التي تُلعب فيها المباريات إلى حوالي 600 جرام، أما مدة كل مباراة فتصل إلى حوالي سبع دقائق لكل شوط، وهناك دقيقتان من الراحة بين كل شوطين، في حين أن طول المرمى هو متران وعرضه أيضاً متران، وبالنسبة لكيفية ركوب الدراجة والانخراط في المباراة، فإن كل لاعب عليه وضع يديه وقدميه على الدراجة وممنوع استعمالهما أبداً. في حين أن اللاعب الذي يمس الأرض في منطقة جزاء خصمه، عليه العودة إلى منطقته الدفاعية ثم المهاجمة مجدداً، لأنه لا يُسمح له بالمشاركة في اللعبة من دون القيام بذلك، أما بالنسبة لحارس المرمى، فكل لاعب يكون داخل منطقة الجزاء يحق له إستعمال يديه، وليس مسموحاً أن يتواجد لاعبان من فريق واحد داخل منطقة الجزاء. في المقابل وبالنسبة للركلات الحرة وركلات الجزاء، فإن الركلة الحرة تُمنح عن الأخطاء التي تحصل خارج منطقة الجزاء مثل كرة القدم، في حال وضع لاعب قدمه على الأرض، في وقت أن ركلة الجزاء تُمنح للخطأ الذي يحصل داخل المنطقة الدفاعية، ونوعية الأخطاء هي إيقاف الخصم بطريقة غير شرعية أو إبعاده عن دراجته الهوائية، وتُسدد مثل ركلة الجزاء في عالم المستطيل الأخضر عبر الوقوف على نقطة الجزاء وتسديد الكرة بطرف العجلة بقوة نحو المرمى، أما الركلة الركنية، فالفريق يحصل عليها في حالة خروجها من لاعب الخصم عبر خط المرمى، أو تخرج من دراجة لاعب الخصم، وتلعب من الزاوية عبر تنفيذ كرة عرضية أو قصيرة، ومن ثم استغلالها للتسديد على المرمى أو بناء هجمة جديدة.

## عدد النوادي الخاصة باللعبة
يوجد 439 نادٍ لكرة الدراجات مسجلون حول العالم. أغلبية هذه الأندية توجد في ألمانيا (315 نادي)، ويأتي في المركز الثاني سويسرا بـ43 ناد، ثم 19 نادي في النمسا، 17 في اليابان، 16 في فرنسا، 12 في التشيك، 6 في بلجيكا، 4 في المجر، 2 في الصين، ونادٍ واحد في كلا من كرواتيا، الدنمارك، ماليزيا، رومانيا، وسلوفاكيا. وأعداد هذه النوادي قابل للزيادة ويتغير من وقت لأخر لعدة أسباب أهمها إقبال الشعوب على هذه الرياضة.

## معرض الصور

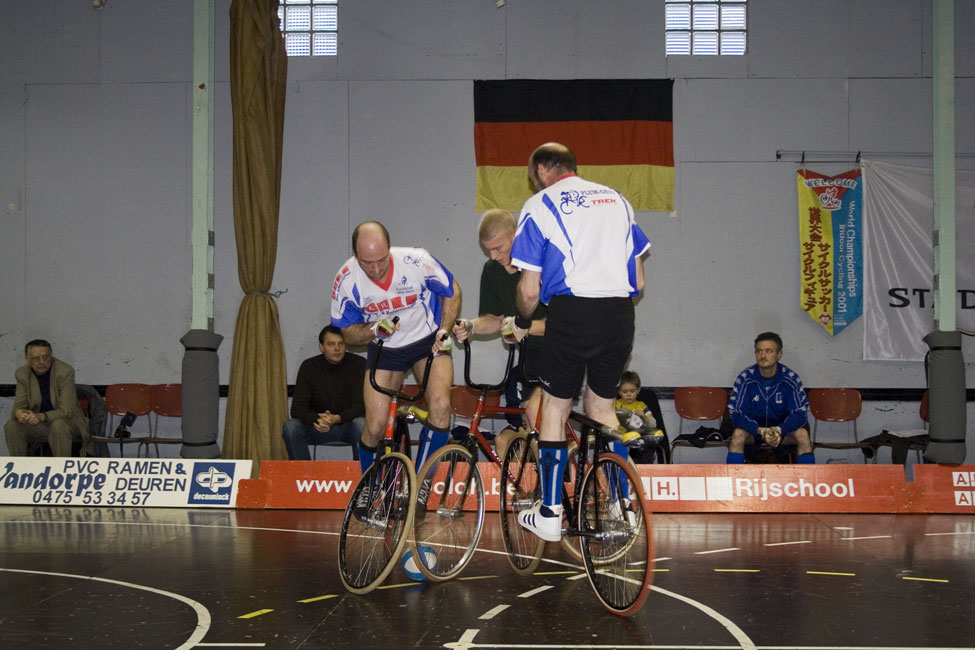
كأس العالم لكرة الدراجات

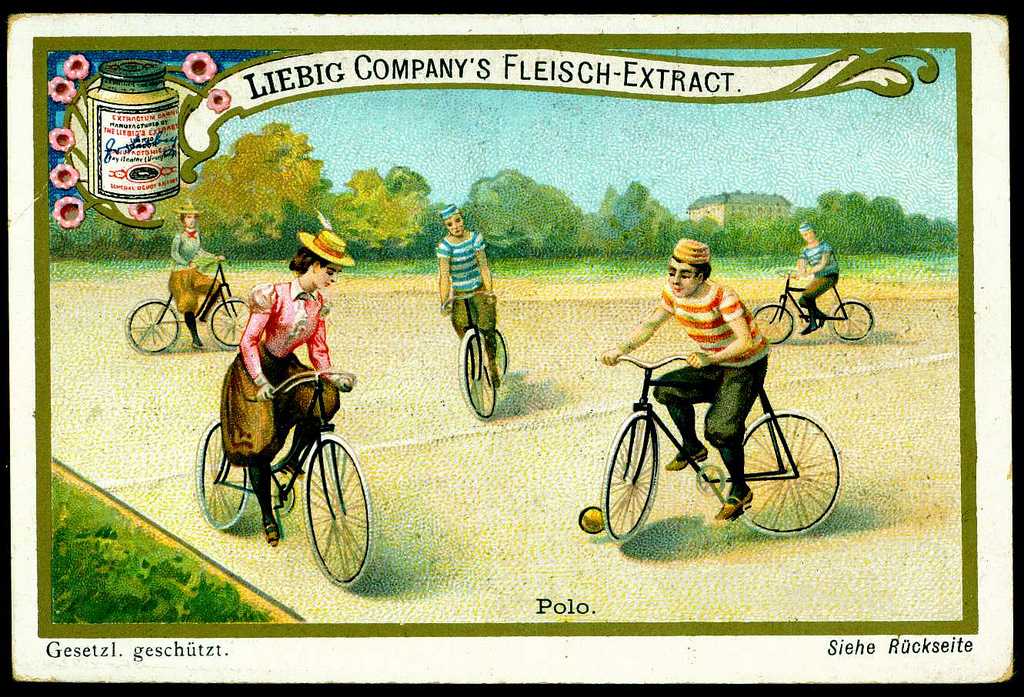
رياضة كرة الدراجات أوائل القرن العشرين

## طالع ايضاً
- كرة القدم
- كرة الدراجات النارية
- كرة قدم الشارع
- كرة قدم جماعية
- كرة قدم الطاولة
- كرة قدم المجرات
- كرة الصالات
- كرة قدم كندية
- كرة القدم الأمريكية